# Australia na Letnich Igrzyskach Olimpijskich 1996
Australię na Letnich Igrzyskach Olimpijskich 1996 reprezentowało 417 zawodników, 250 mężczyzn i 167 kobiety.

## Zdobyte medale
| Medal                | Zawodnik | Konkurencja                                                         |
| hokej na trawie      | hokej na trawie | hokej na trawie                                                     |
| -------------------- | --- | ------------------------------------------------------------------- |
| Złoto                | Clover Maitland Danny Roche Liane Tooth Alyson Annan Juliet Haslam Louise Dobson Lisa Powell-Carruthers Karen Marsden Kate Starre Renita Farrell-Garard Jackie Pereira Nova Peris-Kneebone Rechelle Hawkes Triny Powell Shelley Andrews | turniej kobiet                                                      |
| Brąz                 | Mark Hager Stephen Davies Baeden Choppy Lachlan Elmer Stuart Carruthers Grant Smith Damon Diletti Lachlan Dreher Brendan Garard Paul Gaudoin Paul Lewis Matthew Smith Jay Stacy Daniel Sproule Ken Wark Michael York                    | turniej mężczyzn                                                    |
| jeździectwo          | |                                                                     |
| Złoto                | Phillip Dutton Wendy Schaeffer Andrew Hoy Gillian Rolton | WKKW drużynowo                                                      |
| kajakarstwo          | |                                                                     |
| Brąz                 | Clint Robinson | K1 1000 m mężczyzn                                                  |
| Brąz                 | Andrew Trim Daniel Collins | K2 500 m mężczyzn                                                   |
| Brąz                 | Anna Wood Katrin Borchert | K2 2500 m kobiet                                                    |
| kolarstwo            | |                                                                     |
| Srebro               | Michelle Ferris | kolarstwo torowe – sprint kobiet                                    |
| Brąz                 | Lucy Tyler-Sharman | kolarstwo torowe – wyścig na punkty kobiet                          |
| Brąz                 | Bradley McGee | kolarstwo torowe – wyścig na 4 km na dochodzenie mężczyzn           |
| Brąz                 | Stuart O’Grady | kolarstwo torowe – wyścig na punkty mężczyzn                        |
| Brąz                 | Brett Aitken Stuart O’Grady Timothy O’Shannessey Dean Woods | kolarstwo torowe – wyścig na 4 km drużynowo na dochodzenie mężczyzn |
| Koszykówka           | |                                                                     |
| Brąz                 | Robyn Maher Allison Cook Sandy Brondello Michele Timms Shelley Sandie Trisha Fallon Michelle Chandler Fiona Robinson Carla Boyd Jenny Whittle Rachael Sporn Michelle Brogan                                                             | turniej kobiet                                                      |
| lekkoatletyka        | |                                                                     |
| Srebro               | Cathy Freeman | 400 m kobiet                                                        |
| Srebro               | Louise McPaul-Currey | rzut oszczepem kobiet                                               |
| pływanie             | |                                                                     |
| Złoto                | Kieren Perkins | 1500 m stylem dowolnym mężczyzn                                     |
| Złoto                | Susie O’Neill | 200 m stylem motylkowym kobiet                                      |
| Srebro               | Daniel Kowalski | 1500 m stylem dowolnym mężczyzn                                     |
| Srebro               | Scott Miller | 100 m stylem motylkowym mężczyzn                                    |
| Srebro               | Petria Thomas | 200 m stylem motylkowym kobiet                                      |
| Srebro               | Nicole Stevenson Samantha Riley Susie O’Neill Sarah Ryan Angela Kennedy Helen Denman | sztafeta 4×100 m stylem zmiennym kobiet                             |
| Brąz                 | Phil Rogers Scott Miller Steven Dewick Michael Klim Toby Haenen | sztafeta 4×100 m stylem zmiennym mężczyzn                           |
| Brąz                 | Nicole Stevenson Julia Greville Susie O’Neill Emma Johnson Lisa Mackie | sztafeta 4×200 m stylem dowolnym kobiet                             |
| Brąz                 | Daniel Kowalski | 200 m stylem dowolnym mężczyzn                                      |
| Brąz                 | Daniel Kowalski | 400 m stylem dowolnym mężczyzn                                      |
| Brąz                 | Scott Goodman | 200 m stylem motylkowym mężczyzn                                    |
| Brąz                 | Samantha Riley | 100 m stylem klasycznym kobiet                                      |
| podnoszenie ciężarów | |                                                                     |
| Brąz                 | Stefan Botew | +108 kg mężczyzn                                                    |
| siatkówka plażowa    | |                                                                     |
| Brąz                 | Natalie Cook Kerri Pottharst | turniej kobiet                                                      |
| strzelectwo          | |                                                                     |
| Złoto                | Michael Diamond | trap mężczyzn                                                       |
| Złoto                | Russell Mark | podwójny trap mężczyzn                                              |
| Brąz                 | Deserie Huddleston-Wakefield-Baynes | podwójny trap kobiet                                                |
| softball             | |                                                                     |
| Brąz                 | Joanne Brown Kim Cooper Carolyn Crudgington Kerry Dienelt Peta Edebone Tanya Harding Jennifer Holliday Jocelyn Lester Sally McDermid Francine McRae Haylea Petrie Nicole Richardson Melanie Roche Natalie Ward Brooke Wilkins           | turniej kobiet                                                      |
| tenis                | |                                                                     |
| Złoto                | Mark Woodforde Todd Woodbridge | debel mężczyzn                                                      |
| wioślarstwo          | |                                                                     |
| Złoto                | Drew Ginn James Tomkins Nick Green Mike McKay | czwórka bez sternika mężczyzn                                       |
| Złoto                | Megan Still Kate Slatter | dwójka bez sternika kobiet                                          |
| Srebro               | David Weightman Robert Scott | dwójka bez sternika mężczyzn                                        |
| Brąz                 | Anthony Edwards Bruce Hick | dwójka podwójna wagi lekkiej mężczyzn                               |
| Brąz                 | Janusz Hooker Duncan Free Bo Hanson Ron Snook | czwórka podwójna mężczyzn                                           |
| Brąz                 | Rebecca Joyce | dwójka podwójna wagi lekkiej kobiet                                 |
| Żeglarstwo           | |                                                                     |
| Srebro               | Mitch Booth Andrew Landenberger | klasa tornado                                                       |
| Brąz                 | Colin Beashel David Giles | klasa star                                                          |